# Eugen Klimsch

Eugen Klimsch

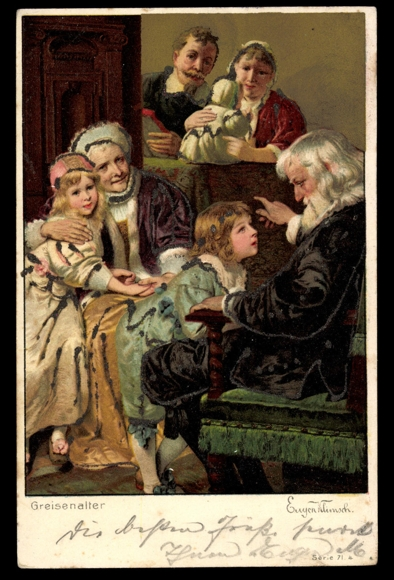
Ansichtskarte des Greisenalter von E. Klimsch

Eugen Johann Georg Klimsch (* 29. November 1839 in Frankfurt am Main; † 9. Juli 1896 ebenda) war ein deutscher Kunstmaler und Illustrator. Er entstammte der Frankfurter Künstler- und Unternehmerfamilie Klimsch.

## Familie

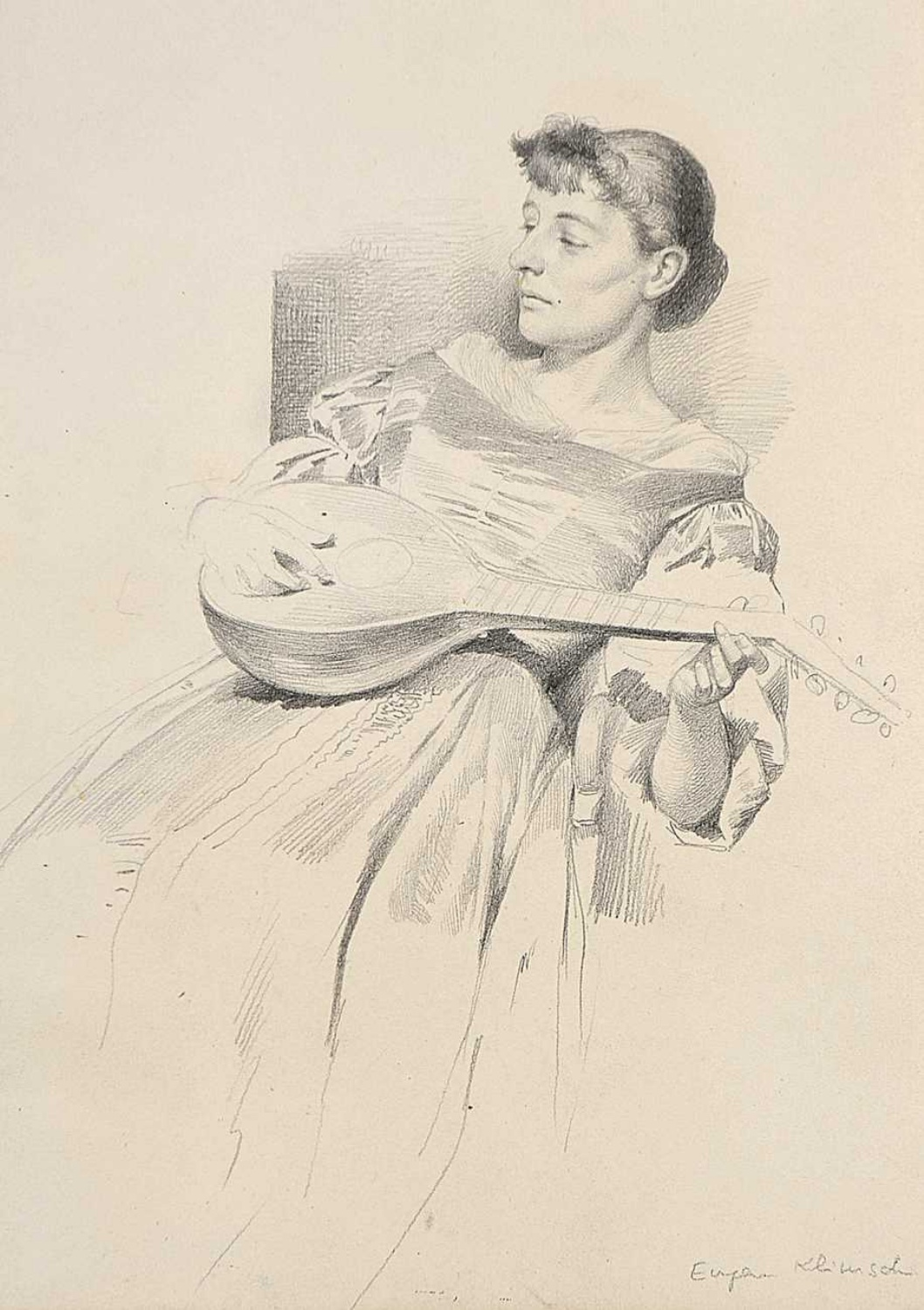
E. J. G. Klimsch: Lautenspielerin, Bleistiftzeichnung

Eugen Johann Georg Klimsch entstammte einer Frankfurter Künstler- und Unternehmerfamilie. Er war der älteste Sohn des Künstlers Ferdinand Karl Klimsch und Margaretha Henriette Schulz. Die Künstler Karl Ferdinand Klimsch und Ludwig Klimsch waren seine Brüder. Am 7. Oktober 1865 heiratete er in Frankfurt am Main Anna Helena Burkhard, die ältere Schwester der Gattin seines Bruders Karl Ferdinand. Sie hatten zusammen vier Kinder:
- Karl (* 15. Januar 1867; † 1936)
- Paul (* 15. Juni 1868; † 4. Juni 1917)
- Fritz (* 10. Februar 1870; † 30. März 1960)
- Maria Louise (* 28. August 1873)

## Anfänge und Ausbildung
Sein Vater führte ihn bereits als Kind in die Techniken der Malerei ein und förderte sein Talent. Später besuchte Eugen Johann von 1852 bis 1855 die Höhere Gewerbeschule und anschließend bis 1859 die Städelschule in Frankfurt am Main. Danach studierte er von 1860 bis 1865 an der Münchener Akademie der Bildenden Künste bei Professor Andreas Müller, dem so genannten „Komponiermüller“. Müller weckte bei Eugen Johann Klimsch das Interesse an der Arbeit als Illustrator und Grafiker, wie zahlreiche Arbeiten aus dieser Zeit beweisen. So gestaltete er in seiner Münchener Zeit Diplomurkunden, dekorative Tischkarten, aber auch Banknoten und Werbeplakate. Von 1895 bis 1897 war er Schüler von René Reinicke.

## Wirken
Nach seiner Studienzeit kehrte er 1865 wieder nach Frankfurt zurück, wo er an der dortigen Kunstgewerbeschule unterrichtete. Er übernahm auch Auftragsarbeiten zur künstlerischen Ausgestaltung von Privatvillen, Cafés und öffentlichen Gebäuden. So wurden der Große Saal des Frankfurter Palmengartens und auch diverse Speisesäle von Passagierschiffen der Bremer Lloyd Reederei von Johann Eugen Klimsch mit allegorischen Darstellungen dekoriert. Klimsch malte vornehmlich im Stil alter Meister. Er beherrschte die Stile der Niederländischen Malerei des 17. Jahrhunderts, des französischen Rokokos und Empires. Seine größten Erfolge erzielte er jedoch als Illustrator von Kinder- und Märchenbüchern, aber auch klassischer Werke wie Goethes „Dichtung und Wahrheit“, in der fünften Ausgabe herausgegeben durch die Deutsche Verlagsanstalt in Stuttgart. 1889 wurde ihm der Titel Professor zuteil. Klimsch malte auch Miniaturen auf Pergament, wofür er 1891 in Karlsruhe und 1893 in Chicago ausgezeichnet wurde. Im Jahr 1895 übernahm er, bis zu seinem Tod 1896, die Leitung der Städel’schen Malschule in Frankfurt am Main.

## Schüler
- Emil Beithan (1878–1955)

## Werke
- Heinrich Oswalt (Hrsg.), Unter'm Märchenbaum : allerlei Märchen, Geschichten und Fabeln in Reimen und Bildern, illustriert von Eugen Klimsch, Rütten & Loening, Frankfurt am Main, 1877 (online)
- Heinrich Oswalt (Hrsg.), Der Pegasus. Klassisches Bilderbuch für die deutsche Jugend, illustriert von Eugen Klimsch, Rütten & Loening, Frankfurt am Main, 1879 (online)